# Eutropia

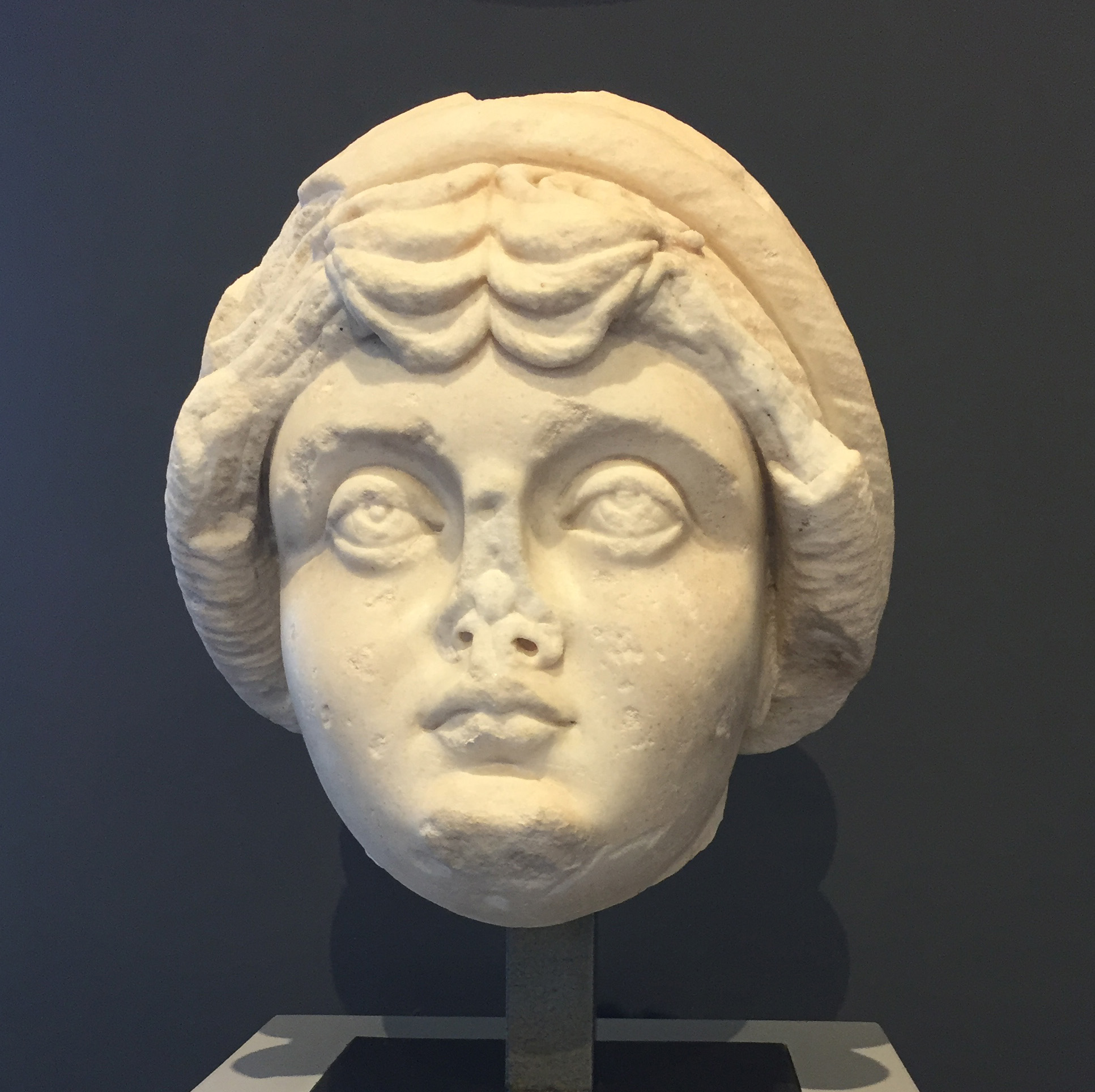
Eutropia.

Eutropia, född okänt år, död efter år 325, möjligen år 350, var en romersk kejsarinna, gift med kejsar Maximianus.
Eutropia var av syriskt ursprung och gifte sig med Maximianus före år 277. Eutropia nämns år 325 och hade då möjligen konverterat till kristendomen. Hennes dödsår är okänt, men hon tillhörde möjligen de som avrättades av Magnentius i Rom år 350. 